# 地中海貧血
海洋性貧血（Thalassemia）是一種單一基因遺傳性的血液疾病，因隱性遺傳的血紅素基因異常而產生的不正常血紅蛋白，以致紅血球容易被破壞慢性溶血的貧血；又称珠蛋白生成障碍性贫血，早期稱地中海型貧血、地贫，這種遺傳疾病除了地中海沿岸的居民之外，在非洲、中東、東南亞、臺灣、中國大陆等許多地區都十分常見。
中華民國約有6% 的人口帶有此隱性基因，此基因對瘧疾的抵抗力之間的演化關聯解釋了這些地區的高患病率

，此基因會造成血紅素合成障礙，依不同分型其症狀程度可能從無症狀到嚴重。通常海洋性貧血伴隨典型的貧血症狀，即紅血球細胞水準低下。貧血可導致疲累感與膚色蒼白，也可同時造成骨骼疾病、脾臟腫大、黃疸、深色尿以及兒童成長遲緩等症狀 。
海洋性貧血是由父母遺傳的疾病，分為兩種——甲型（⍺型）海洋性貧血與乙型（β型）海洋性貧血。該疾病的嚴重程度取決於四個編譯⍺球蛋白與兩個β球蛋白的基因的缺失數目。地中海型貧血的診斷主要依據血液樣本的實驗室檢查，包括全血細胞計數、特殊血紅蛋白檢驗、以及基因檢測產前診斷可在出生前及時發現此病。
治療方式和海洋性貧血的種類及嚴重程度有關。若是嚴重的海洋性貧血，可能會用定期的輸血、進行鐵螯合治療以及補充葉酸。鐵螯合治療可以使用去鐵胺或地拉罗司。有時也可能會進行骨髓移植。其併發症包括輸血造成的血色沉著病以及心血管疾病、肝臟疾病、感染或是骨質疏鬆症。若脾臟腫大的情形過於嚴重，需要進行脾切除。
最常罹患海洋性貧血的有義大利裔、希臘裔、中東裔、南亞裔以及非洲裔。男性和女性罹患海洋性貧血的比例相近。在1990年有36000人死於海洋性貧血，到2013年時降到25000人。輕型海洋性貧血和鐮狀細胞性狀類似，對疟疾有某程度的保護作用，這也說明了為何在疟疾流行地區，此兩類帶因者占人口比例較高。

## 病因
此疾病是由于珠蛋白基因的缺失或点突变所致。根据其变异的肽链可分为α型地中海贫血（α血紅蛋白鏈缺損）和β地中海贫血（β血紅蛋白鏈缺損）。由於珠蛋白基因的變異，血紅素的珠蛋白肽鏈中，一種或多種胺基酸缺失或無法合成，導致血紅素的組成成分改變，進一步影響血紅素中血基質和氧氣的結合率，致使血紅素無法有效地攜帶氧氣。

## 類型
根據血红素中不同位置的損害可分成兩類：甲型（α）地中海貧血與乙型（β）地中海貧血。甲型（α）地中海貧血是血紅蛋白中的α血紅蛋白鏈有缺損；乙型（β）地中海貧血則是血紅蛋白中的β血紅蛋白鏈有缺損。鐮刀型紅血球疾病，又名鐮刀型貧血（sickle cell anemia）和地中海貧血不同的是它只發生β血紅蛋白的缺陷。

### 甲型（α）地中海貧血
甲型（α）地中海貧血的患者會在HBA1、HBA2這兩個基因發生異常。在成人造成β蛋白鏈過度製造，在新生兒則是γ蛋白鏈過多。過多的β蛋白鏈形成四聚物（tetramers）使紅血球的攜氧能力降低。

### 乙型（β）地中海貧血
乙型（β）地中海貧血的患者則是在第11號染色體上的HBB基因發生突變。不正常的細胞會製造過量的α蛋白鏈，然後結合在紅血球的細胞膜上造成細胞膜損壞；若其濃度過高，則有形成有毒聚集體（aggregates）的可能。

## 症状
地中海貧血症有隱性、輕型和重型之分。重型患者需要終生定期的輸血和接受藥物治療；而兩個隱性或輕度患者結婚，他們的下一代則有1/4機會患有重度地中海貧血症。相反地，兩者中只有一位是存有地中海貧血症基因的話，不論程度如何，則下一代沒有此問題或只帶有隱性或輕度。
由於地中海型貧血的患者缺少正常的血红蛋白，紅血球攜氧功能差，體內主要造血器官骨髓與次要造血器官肝臟、脾臟均會進行旺盛的造血作用，但造出的紅血球也多半品質不佳，容易被破壞，成為惡性循環。骨髓代偿性增生會侵犯周圍的皮質骨，使骨骼較脆弱。患者在一岁时就有了显著的颅骨改变：隆起的额头和颧骨，塌陷的鼻梁，加宽的眼间距。肿大的肝脾和铁沉积的内脏，使得病患儿童腹部显著隆起。旺盛的造血作用會消耗極多的養分與能量，使身體其他部位的養分供需失調。不斷的輸血可以改善貧血的症狀，也可避免過度的造血作用，但血紅素中的鐵質會過度存在身體中，並堆積至各重要器官造成器官病變。
而生活中，地中海貧血患者因血紅素帶氧量不足而影響患者在體力上的差異，患者不適宜進行太激烈的運動，還需要打除鐵針去除體內多餘的鐵質。另外亦因為血紅素不足的關係，患者比較容易有頭暈、頭痛甚至腰痛的症狀。

## 併發症

### 铁过载
長期輸血會造成鐵蓄积。過量鐵質的積聚會對多個器官造成破壞。主要受影響的包括心臟、肝臟、胰臟和各個內分泌器官。病者會出現心臟衰竭、肝硬化、肝功能衰退、糖尿以及因為多種內分泌失調而變得身材矮小和發育不全等等。铁蓄积是造成患者早逝的主要原因。

### 輸血引起不良反應
常見輸血時引起的不良反應包括發熱、發冷和出紅疹等。較嚴重的反應如急性溶血、氣管收縮和血壓下降等雖然甚少出現，但絕不能忽視。 
在長期貧血和溶血的刺激下，不少重型和中型貧血病者都會出現脾臟發大的問題。過大脾臟會使貧血加劇和令病者需要接受更大量的輸血而導致更嚴重的鐵質積聚。 及時把發大的脾臟切除往往能令情況改善。 
長期溶血令地中海貧血病人比一般人更容易患膽石。患有膽石的病人可能經常出現右上腹痛、皮膚、眼白變黃和茶色小便等的病徵。

### 除鐵藥的副作用
鐵螯合药物最常用的是1963年进入临床的去铁胺以及1982年问世的去铁酮（1995年3月上市）。會影響視力、聽覺和骨骼生長。

## 治療
現時的移植療法是從兄弟姊妹抽取骨髓、臍帶血或血液中的幹細胞移植到病人身上。若移植成功，病人的骨髓便恢复正常的造血功能，貧血得以痊癒。移植療法有一定危險性，病人在治療過程中亦可能要忍受相當的痛苦。